# Novakovići (Bośnia i Hercegowina)
Novakovići (cyr. Новаковићи) – wieś w Bośni i Hercegowinie, w Republice Serbskiej, w gminie Novo Goražde. W 2013 roku liczyła 2 mieszkańców.